# Christof Koch
Christof Koch (Kansas City, 13 novembre 1956) è un neuroscienziato statunitense, conosciuto per il suo lavoro sulle basi neurali della coscienza.
È il presidente dell'Allen Institute for Brain Science di Seattle. Dal 1986 al 2013, è stato professore al California Institute of Technology. Ha collaborato con Francis Crick, scopritore della struttura a doppia elica del DNA, nella sua ricerca della natura della coscienza, a conclusione di anni di lavoro e studio nel 2003 Crick e Koch pubblicano un articolo dal titolo Una struttura per la coscienza.
Nei primi anni Duemila, pronosticò, erroneamente, che nell'arco dei successivi vent'anni si sarebbe scoperto il meccanismo neuronale della coscienza.

## Pubblicazioni
- Methods in Neuronal Modeling: From Ions to Networks, The MIT Press, (1998), ISBN 0-262-11231-0
- Biophysics of Computation: Information Processing in Single Neurons, Oxford Press, (1999), ISBN 0-19-518199-9
- The Quest for Consciousness: a Neurobiological Approach, Roberts and Co., (2004), ISBN 0-9747077-0-8
- Alla ricerca della coscienza : una prospettiva neurobiologica , trad di S.Ferraresi ,Utet , Torino , 2007
- Consciousness: Confessions of a Romantic Reductionist, The MIT Press, (2012), ISBN 978-0-262-01749-7
- In which I argue that consciousness is a fundamental property of complex things...: A BIT of Consciousness MIT Press BITS (10 January 2014) (English Edition - Kindle format) ASIN: B00I5ZB768